# Prionotus birostratus
Prionotus birostratus és una espècie de peix pertanyent a la família dels tríglids.

## Descripció
- Fa 18 cm de llargària màxima.[4][5]

## Hàbitat
És un peix marí, demersal i de clima tropical (28°N-3°S).

## Distribució geogràfica
Es troba al Pacífic oriental: des del Golf de Califòrnia fins a Playas (Equador).

## Observacions
És inofensiu per als humans.